# Urbiztondo
Urbiztondo est une municipalité de la province de Pangasinan, aux Philippines.
Elle tient son nom de Juan Antonio de Urbiztondo, conquérant de l'archipel de Sulu pour l'Espagne.